# Copa Mundial de Fútbol de ConIFA de 2020
La Copa Mundial de Fútbol de ConIFA de 2020 iba a ser la cuarta edición de la Copa Mundial de Fútbol de ConIFA, un torneo internacional de fútbol para estados, minorías, apátridas y regiones no afiliadas a la FIFA. El torneo se iba a desarrollar en Somalilandia, sin embargo, el 19 de agosto de 2019, ConIFA anunció que la copa no se celebraría en Somalilandia debido a dificultades logísticas. 
Más tarde se anunció que el torneo se celebraría en Skopie, capital de Macedonia del Norte, sin ningún miembro de ConIFA como anfitrión designado.
Sin embargo, el 23 de marzo de 2020, ConIFA anunció que el torneo no se llevaría a cabo en Macedonia del Norte del 30 de mayo al 7 de junio debido a la pandemia de coronavirus. El torneo finalmente fue cancelado por ConIFA, con la organización elaborando planes para expandir futuros torneos continentales.
Rutenia Subcarpática es el campeón defensor tras ganar la edición de 2018 en los penales al Chipre del Norte.

## Sede
| Ciudad | Estadio            | Capacidad |
| ------ | ------------------ | --------- |
| Skopie | Toše Proeski Arena | 36.460    |

## Calificación
ConIFA asigna el número de plazas para cada continente de acuerdo con el porcentaje de miembros que provienen de ese continente. Europa tiene 4 plazas, incluida una para los ganadores de la Copa Europa de Fútbol de ConIFA de 2019. Asia y África tienen 3, y América del Norte, América del Sur y Oceanía tienen una plaza cada una. Además, una plaza está reservada para un equipo comodín. Rutenia Subcarpática, los campeones defensores, se clasificaron automáticamente. Originalmente, Somalilandia se clasificó automáticamente como anfitriones, pero desde entonces el torneo se trasladó a Macedonia del Norte y ningún miembro de ConIFA es anfitrión, por lo que no está claro si Somalilandia se clasificó.
No todos los miembros de ConIFA disputaron la calificación, y en los continentes de África y América del Sur, ingresó un número igual de equipos en comparación con el número de plazas disponibles, por lo que todos los participantes de esos continentes calificaron automáticamente.

## Equipos participantes[6]
| Equipo               | Continente   | Via de clasificación                            | Fecha de clasificación | Participaciones | Part. previa | Mejor campaña     | Notas                         |
| -------------------- | ------------ | ----------------------------------------------- | ---------------------- | --------------- | ------------ | ----------------- | ----------------------------- |
| Sahara Occidental    | África       | Comodín                                         | 17 de mayo de 2019     | 1               | N/A          | N/A               | Posteriormente se retiró      |
| Mapuche              | Sudamérica   | Calificación regional                           | 18 de junio de 2019    | 1               | N/A          | N/A               |                               |
| Rutenia Subcarpática | Europa       | Campeón Defensor                                | 9 de mayo de 2018      | 2               | 2018         | Campeón (2018)    |                               |
| Osetia del Sur       | Europa       | Campeón Copa Europa de Fútbol de ConIFA de 2019 | 9 de junio de 2019     | 2               | 2014         | 4º (2014)         |                               |
| Darfur               | África       | Calificación regional                           | 18 de junio de 2019    | 2               | 2014         | 12º (2014)        |                               |
| Matabelelandia       | África       | Calificación regional                           | 18 de junio de 2019    | 2               | 2018         | 13º (2018)        |                               |
| Cabilia              | África       | Calificación regional                           | 18 de junio de 2019    | 2               | 2018         | 10º (2018)        |                               |
| Cascadia             | Norteamérica | Calificación regional                           | 4 de enero de 2020     | 2               | 2018         | 6º (2018)         |                               |
| Islas Chagos         | África       | Ticket global                                   | 4 de enero de 2020     | 2               | 2016         | 12 º(2016)        |                               |
| Cornualles           | Europa       | Calificación regional                           | 4 de enero de 2020     | 1               | N/A          | N/A               |                               |
| Mariya               | Oceania      | Calificación regional                           | 4 de enero de 2020     | 1               | N/A          | N/A               |                               |
| Panjab               | Asia         | Calificación regional                           | 4 de enero de 2020     | 3               | 2018         | Subcampeón (2016) |                               |
| Parroquias de Jersey | Europa       | Calificación regional                           | 4 de enero de2020      | 1               | N/A          | N/A               |                               |
| Tamil Eelam          | Asia         | Calificación regional                           | 4 de enero de 2020     | 3               | 2018         | 11º (2014)        |                               |
| Coreanos en Japón    | Asia         | Calificación regional                           | 4 de enero de 2020     | 3               | 2018         | 7º (2016)         |                               |
| Armenia Occidental   | Europa       | Calificación regional                           | 4 de enero de 2020     | 3               | 2018         | 6º (2016)         |                               |
| Kurdistán            | Asia         | Reemplazo                                       |                        | 3               | 2016         | 6º (2014)         | Reemplazó a Sahara Occidental |

## Controversias
La decisión de ConIFA de organizar la Copa Mundial de 2020 en Somalilandia fue criticada por algunos, y James Scott, presidente de Parroquias de Jersey, le dijo al Jersey Evening Post que no aceptaría Somalilandia como anfitrión si su selección ganó la Atlantic Heritage Cup. Los comentarios se encontraron con una reacción violenta de ConIFA, que criticó los informes inexactos y defendió la decisión de organizar la Copa Mundial en Somalilandia.

## Aplazamiento y cancelación
El 22 de marzo de 2020, los miembros del Comité Ejecutivo de ConIFA tomaron la decisión de que el torneo no se llevaría a cabo en Macedonia del Norte del 30 de mayo al 7 de junio de 2020 debido a la emergencia de COVID-19 en todo el mundo. El 29 de abril de 2020, el Comité Ejecutivo de ConIFA anunció a través de sus redes sociales que la competición fue cancelada, sin reprogramación, y además, la organización delineó planes para expandir futuros torneos continentales, redirigiendo fondos para la Copa Mundial de 2020 de Sportsbet.io, que patrocinaría el evento.